# Cantone di Baie-Mahault-2
Il cantone di Baie-Mahault-2 è un cantone francese dell'arrondissement di Basse-Terre, nel dipartimento d'oltremare della Guadalupa.
È stato costituito a seguito della riforma approvata con decreto del 24 febbraio 2014, che ha avuto attuazione dopo le elezioni dipartimentali del 2015.

## Composizione
Il cantone è composto da:
- una parte del comune di Baie-Mahault
- una parte del comune di Petit-Bourg